# Woodleigh (metrostation)
Woodleigh is een metrostation van de metro van Singapore aan de North East Line.